# Varászló
Varászló es un pueblo ubicado en el distrito de Marcali, en el condado de Somogy, Hungría.

## Superficie
Posee una superficie de 12,76 kilómetros cuadrados.

## Demografía
Hasta 2019 la población era de 138 habitantes, con una densidad de población de 10,82 habitantes por kilómetro cuadrado.